# Christian Mager
Pour les articles homonymes, voir Mager.
Christian Mager est un coureur cycliste allemand, né le 8 avril 1992 à Darmstadt.

## Biographie
Christian Mager naît le 8 avril 1992 à Darmstadt en Allemagne.
Membre de l'équipe Heizomat de 2011 à 2012, il court pour Stölting de 2013 à 2014. Il entre en 2015 dans l'équipe continentale professionnelle danoise Cult Energy.

## Palmarès et classements mondiaux

### Palmarès
- 2017
  - 1re étape du Tour de Szeklerland
  - 4e étape du Tour du Maroc[n 3]
  - 2e du Tour de Szeklerland
- 2018
  - 2e du Grand Prix des Carreleurs

### Classements mondiaux
| Année           | 2013   | 2014 | 2015   | 2016 | 2017 |
| --------------- | ------ | ---- | ------ | ---- | ---- |
| UCI Europe Tour | 1 073e | 464e | 1 023e | 759e | 723e |
| UCI Africa Tour |        |      |        |      | 192e |